# Электропоезд серии E1 сети Синкансэн
Электропоезд серии E1 сети Синкансэн — первый двухэтажный электропоезд, построенный для японской сети высокоскоростных железных дорог Синкансэн.
Серии двухэтажных электропоездов Е1 и E4 объединены под маркетинговой маркой «MAX» (Multi-Amenity eXpress). Благодаря наличию второго этажа Е1 вмещают намного больше пассажиров, чем обычные поезда при той же длине состава.
Электропоезда серии E1 введены с целью удовлетворения спроса на перевозки Тохоку-синкансэн и на Дзёэцу-синкансэн, где до их ввода в эксплуатацию ощущалась нехватка подвижного состава. Все шесть двенадцативагонных поездов были переданы для эксплуатации в -Дзёэцу-синкансэн в 1999 году, а ещё восемь электропоездов E4 заменили их на Тохоку-синкансэн-синкансэн.